# Acteocina oryza
Acteocina oryza är en snäckart som först beskrevs av Henry Roland Totten 1835.  Acteocina oryza ingår i släktet Acteocina och familjen Cylichnidae. Inga underarter finns listade i Catalogue of Life.